# Emanuel Abdala
Emanuel Abdala (Comodoro Rivadavia, Provincia del Chubut, 3 de mayo de 1995) es un piloto argentino de automovilismo. En el año 2021 se consagró Campeón de la clase2 del Turismo nacional. Iniciado en categorías de automovilismo de su provincia, tuvo sus primeros contactos con el automovilismo nacional a partir del año 2011, teniendo esporádicas participaciones en las divisiones Series y Junior de la Top Race. Tras su paso por esta categoría, desembarcó en el  Turismo Nacional, donde además de participar en sus dos clases, en 2020 se quedó con el subcampeonato de la Clase 2, por detrás de Nicolás Posco. Tras este campeonato, en 2021 se consagró finalmente campeón de Clase 2, obteniendo nuevamente el ascenso a la Clase 3, en la cual había debutado previamente en 2019.
Entre sus relaciones personales, miembros de su familia también están ligados a la práctica de automovilismo. Su padre Sandro, es piloto de categorías zonales y principal promotor de la campaña de sus hijos Emanuel y Christian. Al mismo tiempo, los tres supieron compartir presentaciones a nivel nacional, tanto en Top Race como en Turismo Nacional.

## Resumen de carrera
| Temporada | Categoría                    | Equipo                   | Automóvil           | Carreras | Victorias | Poles | VR    | Podios | Puntos      | Pos.        |
| --------- | ---------------------------- | ------------------------ | ------------------- | -------- | --------- | ----- | ----- | ------ | ----------- | ----------- |
| 2011      | Top Race Series              | SDE Pfening Competición  | Ford Mondeo II      | 1        | 0         | 0     | 0     | 0      | 6           | 29.º        |
| 2012      | Top Race Junior              | ABH Sport                | Ford Mondeo II      | 1        | 0         | 0     | 0     | 0      | 2           | 26.º        |
| 2014      | Clase 2 del Turismo Nacional | JCB Motorsport           | Chevrolet Corsa     | 7        | 0         | 0     | 1     | 0      | 51          | 25.º        |
| 2014      | Top Race Series              | Azar Motorsport          | Mercedes CLA Series | 1        | 0         | 0     | 0     | 0      | 9           | 26.º        |
| 2015      | TC 2000                      | Riva Racing              | Peugeot 408         | 2        | 0         | 0     | 0     | 0      | -           | -           |
| 2016      | Clase 3 del Turismo Pista    | Ariel Cano Racing        | Fiat Punto          | 1        | 0         | 0     | 0     | 0      | 0           | 58.º        |
| 2017      | Clase 2 del Turismo Nacional | Giacone Competición      | Renault Clio II     | 2        | 0         | 0     | 0     | 0      | 19          | 40.º        |
| 2018      | Clase 2 del Turismo Nacional | PCD Sport                | DS3                 | 2        | 0         | 0     | 0     | 0      | 23          | 32.º        |
| 2019      | Clase 3 del Turismo Nacional | Tito Bessone Toyota Team | Toyota Corolla E170 | 3        | 0         | 0     | 1     | 1      | 67          | 24.º        |
| 2019      | Clase 3 del Turismo Nacional | Saturni Racing           | Ford Focus III      | 1        | 0         | 0     | 0     | 0      | 67          | 24.º        |
| 2020      | Clase 2 del Turismo Nacional | GR Competición           | Toyota Etios        | 8        | 1         | 0     | 1     | 3      | 202         | 2.º         |
| 2021      | Clase 2 del Turismo Nacional | Ale Bucci Racing         | Ford Fiesta KD      | 12       | 2         | 4     | 1     | 1      | 249         | 1.º         |
| 2021      | Clase 2 del Turismo Pista    | STA Racing               | Chevrolet Celta     | 1        | 0         | 0     | 0     | 0      | 39          | 22.º        |
| 2022      | Clase 3 del Turismo Nacional | Martos Competición       | Ford Focus III      | 3        | 0         | 0     | 0     | 0      | Por definir | Por definir |
| 2022      | Clase 3 del Turismo Nacional | GR Competición           | Ford Focus III      | 2        | 0         | 0     | 0     | 0      | Por definir | Por definir |
| 2022      | Clase 3 del Turismo Nacional | Coiro Dole Racing        | Toyota Corolla E210 | 1        | 0         | 0     | 0     | 0      | Por definir | Por definir |
| Fuente:   | [ 6 ]                        | [ 6 ]                    | [ 6 ]               | [ 6 ]    | [ 6 ]     | [ 6 ] | [ 6 ] | [ 6 ]  | [ 6 ]       | [ 6 ]       |

## Resultados

### Top Race
| Temporada | Categoría       | Vehículo                 | Equipo                  | Posición Final  |
| --------- | --------------- | ------------------------ | ----------------------- | --------------- |
| 2011      | Top Race Series | Ford Mondeo II           | SDE Pfening Competición | 29.º (6 puntos) |
| 2012      | Top Race Junior | Ford Mondeo II           | ABH Sport               | 26.º (2 puntos) |
| 2014      | Top Race Series | Mercedes-Benz CLA Series | Azar Motorsport         | 26.º (9 puntos) |

### TC 2000
| Año  | Equipo      | Auto          | 1  | 2  | 3   | 4   | 5  | 6  | 7   | 8   | 9   | 10   | 11   | 12  | 13  | 14  | 15    | 16    | 17  | 18  | 19 | 20 | 21  | 22  | Res. | Puntos |
| ---- | ----------- | ------------- | -- | -- | --- | --- | -- | -- | --- | --- | --- | ---- | ---- | --- | --- | --- | ----- | ----- | --- | --- | -- | -- | --- | --- | ---- | ------ |
| 2015 |             |               | AG | AG | CON | CON | BA | BA | MER | JUN | JUN | LP I | LP I | NDJ | RAF | RAF | LP II | LP II | SL  | SL  | RC | RC | CDU | CDU | -    | -      |
| 2015 | Riva Racing | Peugeot 408 I |    |    |     |     |    |    |     |     |     |      |      |     |     |     |       |       | Ret | Ret |    |    |     |     | -    | -      |

## Palmarés
| Título     | Categoría                    | Automóvil      | Año  |
| ---------- | ---------------------------- | -------------- | ---- |
| Subcampeón | Clase 2 del Turismo Nacional | Toyota Etios   | 2020 |
| Campeón    | Clase 2 del Turismo Nacional | Ford Fiesta KD | 2021 |